# 褐毛紫菀
褐毛紫菀（学名：Aster fuscescens）是菊科紫菀属的植物。分布在缅甸以及中国大陆的四川、西藏、云南等地，生长于海拔2,900米至4,200米的地区，一般生于亚高山草坡、石砾地、高山、灌丛边缘或沟涧旁。

## 异名
- Aster fuscescens Bur. et Franch. var. oblongifolius Griers.
- Aster fuscescens Bur. et Franch. var. scaberoides Chang